# 大眼布瓊麗魚
大眼布瓊麗魚，為輻鰭魚綱鱸形目隆頭魚亞目慈鯛科的其中一種，分布於南美洲 Carahuayte、Mazam與Napo河流域，體長可達9.7公分，棲息在森林覆蓋的溪流，生活習性不明。

## 擴展閱讀
維基物種上的相關：大眼布瓊麗魚